# 孔韦尔新城
孔韦尔新城（法語：La Villeneuve-les-Convers，法語發音：[la vilnœv le kɔ̃vɛʁ]）是法国科多尔省的一个市镇，位于该省中部，属于蒙巴尔区。

## 地理
孔韦尔新城（47°34'20"N, 4°34'34"E）面积8.88 平方千米，位于法国勃艮第-弗朗什-孔泰大區科多尔省，该省份为法国中东部省份，北起奥布省，西接涅夫勒省和约讷省，南至索恩-卢瓦尔省，东南接汝拉省，东临上索恩省，东北部与上马恩省接壤。
与孔韦尔新城接壤的市镇（或旧市镇、城区）包括：埃托尔迈、弗罗卢瓦、拜尼厄莱瑞夫、比西勒格朗、达尔塞、普瓦瑟勒城和拉佩里耶尔。

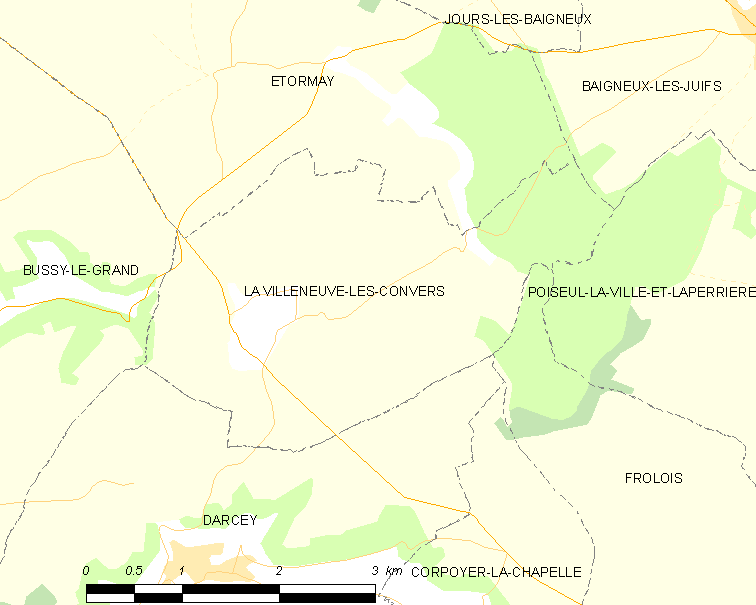
孔韦尔新城的OSM定位图

孔韦尔新城的时区为UTC+01:00、UTC+02:00（夏令时）。

## 行政
孔韦尔新城的邮政编码为21450，INSEE市镇编码为21695。

## 政治
孔韦尔新城所属的省级选区为蒙巴尔县。

## 人口

1962-2008年间孔韦尔新城人口变化图示

孔韦尔新城于2022年1月1日时的人口数量为60人。